# Neobisium berberorum
Espèce
Neobisium berberorum est une espèce de pseudoscorpions de la famille des Neobisiidae.

## Distribution
Cette espèce est endémique de la région Tanger-Tétouan-Al Hoceïma au Maroc. Elle se rencontre dans la province de Chefchaouen dans la grotte Ain Danou.

## Description
La femelle holotype mesure 3,00 mm.

## Systématique et taxinomie
Cette espèce a été décrite par Turbanov, Kolesnikov, Przhiboro, Boukhajjou et Ouahabi en 2024.

## Étymologie
Cette espèce est nommée en l'honneur des Berbères.

## Publication originale
- Turbanov, Kolesnikov, Przhiboro, Boukhajjou & Ouahabi, 2024 : « A new species of cave-dwelling pseudoscorpions of the genus Neobisium Chamberlin, 1930 (Pseudoscorpiones: Neobisiidae) from Morocco. » Arthropoda Selecta, vol. 33, no 2, p. 225–232 (texte intégral).